# Пароди, Хуан Мартин
Хуан Мартин Пароди (исп. Juan Martín Parodi; род. 22 сентября 1974, Пайсанду) — уругвайский футболист, полузащитник участник Кубка Америки 2004 в составе сборной Уругвая.

## Клубная карьера
В 1993 году Пароди начал карьеру в клубе «Насьональ». В 1997 он переехал в аргентинскую команду «Депортиво Эспаньол», в которой провел два сезона. В 1998 году Хуан Мартин провёл сезон в команде низшего мексиканского дивизиона «Торос Неса». Сезоны с 1999 по 2002 полузащитник провел в «Уракане» и мексиканском «Сакатепек».
В 2002 году Пароди подписал контракт с командой «Колон». 1 сентября в поединке против «Тальерес», Хуан Мартин дебютировал за новый клуб. В «Колоне» он провел сезон, 3 раза поразив ворота соперников в 30 матчах.
В 2003 году Пароди переехал в Европу, где подписал контракт с греческим клубом «Панионис». 24 августа в матче против «Панилиакоса» он дебютировал в греческой лиге. 20 сентября в поединке против «Калитеи», Хуан Мартин забил свой первый гол за «Панионис». В Греции полузащитник провел полтора года, после чего вернулся в Южную Америку.
В 2005 году Пароди подписал контракт с парагвайским клубом «Олимпия», но через полгода покинул команду и присоединился к «Аль—Ахли» из Дубая. С новой командой он выиграл чемпионат ОАЭ. В 2007 Пароди вернулся на родину, где присоединился к Дефенсор Спортинг, с которым в 2008 впервые стал чемпионом Уругвая.
С 2008 года Хуан Мартин выступал за колумбийскую «Депортиво Перейра», греческий «Олимпиакос» из Волоса. В 2010 Пароди вернулся в «Депортиво Перейра», где завершил карьеру.

## Международная карьера
8 июля 2004 года в матче Кубка Америки против сборной Мексики, Пароди дебютировал за сборную Уругвая. Также он принял участие в ещё одном поединке турнира, против сборной Колумбии. Всего за национальную команду Хуан Мартин сыграл 3 игры и все в 2004 году.

## Достижения
«Аль-Ахли»
- Чемпионат ОАЭ по футболу — 2007

«Дефенсор Спортинг»
- Чемпионат Уругвая по футболу — 2007/2008

Уругвай
- Кубок Америки по футболу — 2004